# Scymnodalatias oligodon
La bruja sin dientes (Scymnodalatias oligodon) es una especie muy poco común de escualiforme de la familia Somniosidae, cuyo holotipo fue capturado en el Pacífico suroriental subtropical a una profundidad de 200 m. Se desconoce su biología.